# Little Eaton
Little Eaton – wieś w Anglii, w hrabstwie Derbyshire, w dystrykcie Erewash. Leży 6 km na północ od miasta Derby i 186 km na północny zachód od Londynu.